# Saint-Amé
Saint-Amé é uma comuna francesa na região administrativa do Grande Leste, no departamento de Vosges. Estende-se por uma área de 8.07 km². Em 2010 a comuna tinha 2 187 habitantes (densidade: 271 hab./km²).